# Weil Róbert
Weil Róbert (1969. június 10. –) magyar színész.

## Életpályája
1969-ben született. 
1993-ban végzett a Színház- és Filmművészeti Egyetemen, Kazán István osztályában. 1993–1999 között a Madách Színház tagja, azóta szabadúszó, de rendszeresen szerepel a színházban. Mellette szerepelt a Budapesti Operettszínházban, és több vidéki színházban is.

## Fontosabb színpadi szerepek
- Gershwin - Ludwig: Grazy for you - Bobby Derek
- Rice-Webber: József és a színes szélesvásznú álomkabát - Naphtali
- Dürrenmatt: A vak - Pukedli Wurst
- Kocsák - Miklós: Utazás - Avron
- Várkonyi - Bródy: Will Shakespeare... - Lord Cecil
- Rice-Webber: Evita - Peron
- Ábrahám Pál: Bál a Savoyban - Musztafa
- Kocsák - Miklós: Anna Karenina - Ügyvéd
- Molnár: Egy, kettő, három - Colleon
- Stein-Jerry Bock-Harnick: Hegedűs a háztetőn - Motel
- Shaffer: Black comedy - Harold
- Müller-Tolcsvay-Müller: Isten pénze - Fiatal Scrooge
- Kander-Ebb: Chicago - Konferanszié
- Brooks-Meehan: Producerek - Roger De Bris
- T. S. Eliot - A. L. Webber: Macskák - Elvis Tren
- T. S. Eliot - A. L. Webber: Macskák - Ben Mickering
- Rice- Webber: József és a színes szélesvásznú álomkabát - Simeon
- T. S. Eliot - A. L. Webber: Macskák - Tus, Gastrofar George
- Webber: Az Operaház Fantomja - Monsieur Firmin
- Idle-DuPrez: Spamalot - Sir Robin
- Andersson-Ulveaus-Johnson: Mamma Mia! - Harry Bright
- Boublil-Schönberg: Les Misérables - A nyomorultak - Thénardier

## Filmjei
- Egy szoknya, egy nadrág, színész (magyar vígj., 2005)

## Sorozatok
- Jóban Rosszban